# 전라남도체육회
전라남도체육회(全羅南道體育會, Jeollanam-do Sports Council)는 전라남도의 학교체육 및 생활 체육의 진흥, 시민 건강과 체력 증진, 여가 선용 및 복지 향상 등을 위하여 대한체육회 산하에 설치된 기관이다.
체육회장은 총회에서 전라남도지사를 추대하거나, 회장선출기구에서 선출한다.(과거)
현재는 민선시대로 전환되면서 선거를 통해 회장을 선출한다.

## 기관소개

### 연혁
- 1945년 9월: 전라남도체육회 창립
- 1946년 5월: 대한체육회 전남도지부 등록
- 1986년 11월 1일: 전라남도·광주광역시 체육회 분리
- 1991년 5월 1일: 전라남도생활체육협의회 출범
- 2006년 4월14일: 2006 전국생활체육대축전 개최(여수시 외 5개 시·군)
- 2008년 10월10일: 제89회 전국체육대회 개최(여수 등 17개 시·군)
- 2013년 1월24일: 전라남도체육회관 준공
- 2016년 2월26일: 통합 전라남도체육회 출범
- 2018년 8월14일: 제36대 김영록 회장 취임
- 2020년 1월16일: 제37대 김재무 회장 취임(민선 1기)
- 2023년 2월16일: 제38대 송진호 회장 취임(민선 2기)

### 설립 목적 및 기능

#### 전라남도체육회 설립목적
체육운동을 범도민화하여 학교체육 및 생활체육 진흥을 위한 다양한 활동을 전개함으로써 전라남도민의 건강과 체력증진, 여가선용 및 복지향상에 이바지하며 우수한 경기자 양성으로 전라남도 체육발전 및 국위선양에 기여

#### 전라남도체육회 기능
- 종목단체 및 시·군체육회의 사업과 활동에 대한 지도와 지원
- 전라남도 내 각종 종합체육대회(대축전)의 개최 및 국제교류
- 각종 종합대회(대축전)의 참가 및 체육회가 승인한 사업의 주최·주관
- 지역 선수·지도자 및 직장운동경기부의 육성과 경기기술의 연구촉진
- 범도민 생활체육 운동전개 및 생애주기 생활체육프로그램 보급
- 지역 스포츠클럽 및 체육동호인 조직의 활동 지원
- 지역 학교체육, 전문체육 및 생활체육의 연계를 위한 사업
- 지역 체육시설의 설치 및 관리·운영
- 본회의 사업수행에 필요한 재원 조달을 위한 수익사업
- 지역 체육진흥 및 본회의 목적달성을 위해 필요한 사업

## 회장

### 현재 회장
- 제38대 회장 성명: 송진호

### 역대 회장
- 제37대 회장 성명: 김재무
- 제36대 회장 성명: 김영록
- 제35대 회장 성명: 이낙연
- 제34대 회장 성명: 박준영
- 제33대 회장 성명: 박준영
- 제32대 회장 성명: 박준영
- 제31대 회장 성명: 박태영
- 제30대 회장 성명: 허경만
- 제29대 회장 성명: 허경만
- 제28대 회장 성명: 조규하
- 제27대 회장 성명: 구용상
- 제26대 회장 성명: 이균범
- 제25대 회장 성명: 이효계
- 제24대 회장 성명: 백형조
- 제23대 회장 성명: 최인기
- 제22대 회장 성명: 송언종
- 제21대 회장 성명: 문창수
- 제20대 회장 성명: 전석홍
- 제19대 회장 성명: 김창식
- 제18대 회장 성명: 김종호
- 제17대 회장 성명: 장형태
- 제16대 회장 성명: 고건
- 제15대 회장 성명: 허련
- 제14대 회장 성명: 김재식
- 제13대 회장 성명: 김보현
- 제12대 회장 성명: 신용우
- 제11대 회장 성명: 김용관
- 제10대 회장 성명: 송호림
- 제9대 회장 성명: 민영남
- 제8대 회장 성명: 김남중
- 제7대 회장 성명: 이기세
- 제6대 회장 성명: 민병기
- 제5대 회장 성명: 추규영
- 제4대 회장 성명: 이을식
- 제3대 회장 성명: 박철수
- 제2대 회장 성명: 정상호
- 제1대 회장 성명: 주봉식

## 조직현황

### 조직 및 기구

#### 전라남도체육회 조직도
전라남도체육회 조직은 대의원 총회 산하 정회원종목단체(58개), 시·군체육회(22개), 인정단체(12개)와 이사회 산하 사무처, 위원회(11개) 그리고 고문으로 구성되어있다.

#### 시군체육회현황
- 광양시체육회
- 나주시체육회
- 목포시체육회
- 순천시체육회
- 여수시체육회
- 강진군체육회
- 고흥군체육회
- 곡성군체육회
- 구례군체육회
- 담양군체육회
- 무안군체육회
- 보성군체육회
- 신안군체육회
- 영광군체육회
- 영암군체육회
- 완도군체육회
- 장성군체육회
- 장흥군체육회
- 진도군체육회
- 함평군체육회
- 해남군체육회
- 화순군체육회